# Heinrich Thieslauk
Heinrich Thieslauk (Königsberg, 23 de març de 1888 - Berlín, 4 de març de 1937) va ser un activista polític comunista alemany, membre de la Resistència contra el règim nazi d'Adolf Hitler.
Thieslauk va viure al número 60 del carrer de Warschauer, al barri de Friedrichshain de Berlín. Va ser membre del Partit Socialdemòcrata d'Alemanya (SPD) i més tard del Partit Comunista d'Alemanya (KPD). El 25 de febrer de 1937 va ser arrestat per la Gestapo per les seves activitats a la resistència contra el règim nazi i alliberat el mateix dia. Uns dies més tard, va ser arrestat de nou. Posteriorment, es va informar a la seva dona que suposadament havia mort per suïcidi.
L'any 1950, durant l'era de la RDA, l'Associació de Persones Perseguides pel Règim Nazi (VVN) va instal·lar una placa commemorativa de bronze a la seva antiga residència. La placa va ser renovada l'any 1978.